# Muhammad Hussein Fadlallah
Muhammad Hussein Fadlallah, wissenschaftliche Umschrift von Mohammed Hussein Fadlallah (arabisch محمد حسين فضل الله Muḥammad Ḥusain Faḍl Allāh, DMG Muḥammad Ḥusain Faḍlallāh; * 16. November 1935 in Nadschaf, Irak; † 4. Juli 2010 in Beirut, Libanon), war ein führender schiitischer Geistlicher im Libanon und geistlicher Führer der durch terroristische Aktivitäten bekannten Hisbollah. Sein Einfluss als Großajatollah reichte jedoch weit über den Libanon hinaus.

## Leben
Fadlallah wurde als Sohn eines libanesischen Rechtsgelehrten (Mudschtahid) im irakischen Nadschaf geboren, wohin seine Eltern ausgewandert waren. Er erhielt eine klassische muslimische Bildung, in deren Mittelpunkt der Koran steht. Nach Gründung der „Gemeinschaft der Ulama in Nadschaf“ 1958 durch Geistliche unter der Führung des Scheichs Murtada al-Yasin wurde diese Gruppe zum Forum junger Geistlicher in den Koranschulen von Nadschaf. Dabei kam dem späteren Großajatollah Muhammad Baqir as-Sadr eine führende Rolle zu. Baqir al-Sadr unterstützte zudem die Etablierung einer islamischen Regierung im Irak. Einer seiner engsten Mitstreiter war Fadlallah.
1966 kehrte Muhammad Hussein Fadlallah mit seiner Familie in den Libanon zurück und lebte seither in Beirut. Dort wurde er während des Bürgerkrieges 1976 auch Zeuge christlich-islamischer Gewalttätigkeiten. Die Vertreibung von Schiiten aus dem Beiruter Stadtviertel Nabaa könnte dabei sein Fundamentalerlebnis gewesen sein, radikale Gewalt als legales Mittel anzusehen. Noch während des Bürgerkriegs stellte er daher die These auf, dass Schiiten ihre Rechte mit allen Mitteln, auch mit Gewalt, durchzusetzen müssten.
Fadlallah unterstützte auch die „islamische Revolution“ im Iran und hielt enge Kontakte zur revolutionären Teheraner Führung unter dem Ajatollah Ruhollah Chomeini. Er befürwortete eine Ausdehnung der dortigen radikal-religiösen Stimmungen auf andere Staaten des Mittleren Ostens. Als bekennender Verehrer Chomeinis wollte er sein Vorbild als spirituellen „Führer aller Moslems der Welt“ sehen, der aus seinem Heimatland, dem Libanon, innerhalb von weniger als zehn Jahren einen islamischen Staat formen könnte.
Im Zuge der Umwälzungen im Iran begann Chomeini zu Beginn der achtziger Jahre des zwanzigsten Jahrhunderts die bis dahin festgelegten schiitischen Traditionen zum islamischen Märtyrertod aufzuweichen. Eine dieser Traditionen besagte, dass nicht nur religiöse Führer und die Glaubensgemeinschaft ihre Zustimmung zum selbstmörderischen Märtyrertod von Heranwachsenden geben müssen, sondern auch die Eltern. Chomeini hielt die Meinung der Eltern jedoch für nicht mehr notwendig. Fadlallah schloss sich dieser Meinung an und ging noch einen Schritt weiter. Er sah es als Pflicht von Mädchen und Jungen, auch ohne Zustimmung der Eltern in den Tod zu gehen. Neu war dabei auch der Gedanke, dass Frauen den Märtyrertod sterben können; dies war nach schiitischer Tradition bis dahin untersagt.
Fadlallah stellte sich von Anfang an auf die Seite der ab 1983 vom Iran direkt finanzierten schiitisch-islamistischen Hisbollah (übersetzt: Partei Gottes) mit ihren „Gotteskriegern“ und wurde ihr geistiger Mentor.
Am 8. März 1985 verfehlte ein Autobomben-Attentat in Beirut, das Fadlallah galt, sein Ziel. Bei dem Anschlag wurden 72 Menschen getötet und 256 weitere wurden verletzt. Ein Kino und zwei siebenstöckige Wohnhäuser wurden durch die Explosion zerstört. Anfangs machte Fadlallah Israel für den Anschlag verantwortlich. Das Land hielt in dieser Zeit einen großen Teil des Libanons besetzt. Der amerikanische Reporter Bob Woodward behauptete, der CIA hätte gemeinsam mit saudi-arabischen Diensten den Anschlag durchgeführt, was die USA bestritten. Letztendlich wurden die Verantwortlichen für das Attentat jedoch nie einwandfrei ermittelt.

## Politik
Hussein Fadlallah, dessen politisches Instrument hauptsächlich die Hisbollah war, zielte auf einen nationalen religiös geführten Staat und die Einführung der Schari'a, des islamischen Rechtswesens, wobei er es vermied, direkt von einem Gottesstaat zu sprechen. Ganz im Sinne ihres obersten geistigen Seelsorgers Hussein Fadlallah sah sich die Hisbollah als Gemeinschaft aller gläubigen Muslime, die für die Verwirklichung des islamischen Staates unter der Herrschaft religiöser Rechtsgelehrter arbeitete. In Chomeini erblickten sie den Stellvertreter des bei den imamitischen Schiiten zum Glaubensbild gehörenden „Verborgenen Imams“, der als Erlöser dereinst kommen würde, um die Welt zu retten. Die Hisbollah verfolgte eine panislamische Idee über alle Staatsgrenzen hinweg. Als erster im Libanon sprach Fadlallah über die Hisbollah von der Gründung eines islamischen Staates in seiner Heimat und bekannte sich offen zur Ausschaltung des politischen Einflusses der dort lebenden christlichen Bevölkerung. Als soziale Komponente forderte die Hisbollah zudem „soziale Gerechtigkeit“, die „Befreiung des Libanon“ und den „Kampf gegen ausländische Unterdrückung“. Die Grundprinzipien Chomeinis gelten für die Hisbollah nach wie vor. Offiziell ist für Fadlallah und seine Bewegung seit dem Parteiprogramm von 1996 eine islamische Theokratie nicht mehr Parteiziel. Stattdessen fordert die Hisbollah eine Reform des konfessionellen Systems. Ebenso wird die Religionsfreiheit der libanesischen Christen anerkannt (freedom of practicing religious rituals and schooling). Auch ihre Teilnahme an den ersten Parlamentswahlen nach dem Ende des Bürgerkrieges und ihre Beteiligung an der paritätisch konfessionell besetzten Regierung wurden als Zeichen für das Abrücken von einer Theokratie als Zielsetzung gewertet.

### Führungsansprüche
Neben Fadlallah galt auch der Führer der Islamischen Republik Iran, Ali Chamenei, als eine wesentliche Säule der Hisbollah. Dessen Lavieren zwischen extremen Radikalen und gemäßigteren Kräften, früherer Tadel durch Khomeini höchstpersönlich und andere Geschehnisse, die eine eindeutige politische Verortung Chamene'is für die Anhänger der Extremen nur unzureichend möglich machten, hatten zu schweren Auseinandersetzungen zwischen ihm und Fadlallah geführt. Neben der unbestrittenen Rolle Fadlallahs als geistiger Mentor galt Chamene'i dennoch bereits damals vielfach als der eigentliche Führer der Hisbollah.

### Politik gegenüber Israel und den USA
Fadlallah hielt Angriffe gegen Israel für legitim, „weil der Nachbarstaat arabisches Land besetzt halte“. In diesem Zusammenhang hielt er die Selbstmord-Attacken gegen Israel für legitim. Diese dürften allerdings nur gegen militärische Ziele gerichtet werden. Ein wesentlicher Baustein, seine Ziele zu erreichen, war für ihn die Zurückdrängung des amerikanischen und israelischen Einflusses. So gab er im Mai 2002 ein islamisches Rechtsgutachten (Fatwa) heraus, das zum Boykott von amerikanischen Produkten aufrief. Eine weitere von ihm ausgestellte Fatwa vom 12. August 2002 verbot den Moslems, an einem eventuellen Militärschlag der Vereinigten Staaten gegen den Irak teilzunehmen.
In einem Interview mit dem hisbollahnahen Al-Manar-Fernsehsender am 21. März 2008, meinte Fadlallah, Israel habe seit 60 Jahren Palästina geplündert und „Merkel besuchte den plündernden Staat, der [Deutschland] erpresste und weiter erpresst, und als einen Vorwand die hitleristisch-nazistische Geschichte Deutschlands benutzt“. Der Zionismus habe auch die Zahl der Holocaust-Opfer „jenseits des Vorstellungsvermögens“ aufgebläht.
Fadlallah war ein Unterstützer der palästinensischen Suizidanschläge auf Israel und ebenso hatte er die Besetzung der amerikanischen Botschaft in Teheran und die daraus folgende Geiselnahme unterstützt. Eine der letzten Taten seines Lebens war die Veröffentlichung einer Fatwa, die Suizidanschläge rechtfertigt; dies galt allerdings nur in „besetzten Gebieten“ wie Palästina oder Israel, nicht überall auf der Welt.

### Internationaler Terrorismus
Fadlallah lehnte es offiziell ab, den islamischen Kampf in den Vereinigten Staaten fortzusetzen, wie dies bei den Terroranschlägen am 11. September 2001 in New York City geschah. So verurteilte er die Angriffe von Al-Qaida als „nicht mit der Scharia […] und dem wahren islamischen Dschihad vereinbar“. Für den Schiiten Fadlallah waren die Kämpfer der sunnitisch geprägten Al-Qaida keine Märtyrer, sondern „bloße Selbstmörder“.

### Religionspolitik
Fadlallah war kein öffentlicher Sprecher für eine Islamisierung Europas: „In all unseren Botschaften und Fatwas an die Muslime im Westen betonen wir, daß sie der Sicherheit und allgemeinen Ordnung des Landes, in dem sie sich aufhalten, keinen Schaden zufügen dürfen. Sie sollten aufgeschlossen sein gegenüber der Gesellschaft, in der sie leben.“

### Rechte der Frau
Fadlallah lehnte das Recht auf Abtreibung ab, außer es bestünde eine erhebliche Gefahr für die Gesundheit der Schwangeren. Ebenfalls erließ er eine Fatwa gegen Genitalverstümmelungen. Er sprach sich auch für das Recht von Frauen aus, außerhalb ihres Haushalts einem Beruf nachzugehen und sogar als Richterin zu arbeiten, was nach islamischem Recht traditionell verboten ist.

### Ehrenmorde
Die langjährigen Kampagnen internationaler Menschenrechtsorganisationen auf mehrheitlich muslimische Länder haben laut Amnesty International dazu geführt, dass Fadlallah ab 2008 überkommene lokale Traditionen wie Ehrenmorde vehement ablehnte. Im August 2008 erließ Fadlallah daher eine Fatwa, in der er darlegte, dass Morde im Namen der Familienehre abstoßend und nach islamischem Recht illegal sind.

### Vereinnahmung durch iranische Politiker/Geistliche
Fadlallah wehrte sich zuletzt gegen eine Vereinnahmung seines Heimatlandes durch ausländische islamische Politiker und Geistliche. So zweifelte er an der Legitimität des iranischen Religionsführer Ali Chamene’i, der im Geiste eines weltumspannenden Imamats auf Werbeplakaten im Libanon als „Hüter des Auftrags, die Muslime der Welt zu regieren“ bezeichnet wird. Für Fadlallah hätte die Würde schiitischer Religionsgelehrter nur gewahrt bleiben können, wenn sie von den Muslimen als Vorbilder im Glauben (Mardschaʿ-e Taghlid) selbst gewählt worden wären, was bei Chamenei nicht der Fall war.

### Regierungsübernahme Obamas
Fadlallah begrüßte zunächst den Wahlsieg Obamas, kritisierte diesen jedoch ein Jahr später, da dieser „offensichtlich keinen Plan habe, um dem Nahen Osten Frieden zu bringen“.

## Tod
Fadlallah ist 74-jährig an innerer Blutung in einem libanesischen Krankenhaus gestorben. Einige Tage später wurde die CNN-Journalistin und Leiterin der Nahost-Redaktion Octavia Nasr entlassen, nachdem sie den Großajatollah auf Twitter gelobt hatte. Zahlreiche Regierungschefs der islamischen Welt – sowohl schiitische als auch sunnitisch – würdigten ihn nach seinem Tod.
Ein Sprecher der israelischen Regierung äußerte, Fadlallah sei unwürdig gelobt zu werden, gleichzeitig äußerte er Kritik an der britischen Regierung für einen positiven Nachruf auf ihn. Die US-Regierung, die ihn auf die Liste von Terrorunterstützern gesetzt hatte, äußerte sich nicht zu seinem Tode.

## Schriften
- Kolonialismus und Kommunismus – die beiden Todfeinde des Islam, in Andreas Meier, Hg.: Politische Strömungen im modernen Islam. Quellen und Kommentare. Bundeszentrale für politische Bildung, BpB, Bonn 1995, ISBN 3-89331-239-0; sowie Peter Hammer Verlag, Wuppertal 1995, ISBN 3-87294-724-9, S. 108–112[45]